# Sea Islands
Mit Sea Islands (engl. „Meeresinseln“) wird eine dem nordamerikanischen Festland vorgelagerte Inselkette im Atlantik vor der südöstlichen Küste der Vereinigten Staaten bezeichnet. Sie besteht überwiegend aus Gezeiteninseln und Sandbänken, insgesamt werden über 100 dieser Inseln gezählt. Die Inselkette verläuft zwischen der Mündung des Santee River und der des St. Johns River auf den Gebieten der Bundesstaaten South Carolina, Georgia und Florida. Die Inseln sind historisch vor allem wegen der ausgeprägten kreolischen Kultur der Gullah bekannt. Aktuell entwickeln sich die Sea Islands sehr schnell zu einem Erholungs-, Freizeit- und Wohngebiet.
Während des Sezessionskrieges wurden die Inseln frühzeitig durch die Marine und die Armee der Unionstruppen besetzt. Die weiße Bevölkerung war auf das Festland geflohen, während die afroamerikanischen Sklaven zurückblieben und sich selbst organisierten. Dies war auf den Inseln unter den Sklaven von jeher verbreitet, da die Plantagenbesitzer zum Großteil auf dem Festland lebten, um die Isolation und die Ansteckung mit Malaria zu vermeiden. Nachdem der Präsident Abraham Lincoln die Emanzipations-Proklamation unterschrieben hatte, änderte sich die Situation der Sklaven auf den Inseln. Die stationierten Offiziere erklärten ihnen die Proklamation und die daraus folgende Befreiung aus der Sklaverei. Nachdem die Proklamation von den Plantagenbesitzern ignoriert wurde, trat die effektive Freilassung erst mit der Ratifizierung des 13. Verfassungszusatzes zur Verfassung der Vereinigten Staaten in Kraft.
Die Inselkette wurde 1893 durch den Sea Islands Hurricane schwer getroffen.

## Bedeutende Sea Islands

### South Carolina
Sea Islands in Charleston County
- Bear Island
- Bull Island
- Dewees Island
- Edisto Island
- Folly Island
- Isle of Palms
- James Island
- Johns Island
- Kiawah Island
- Morris Island
- Seabrook Island
- Sullivan’s Island
- Wadmalaw Island

Sea Islands in Beaufort County
- Cane Island
- Cat Island
- Coosaw Island
- Dataw Island
- Daufuskie Island
- Distant Island
- Fripp Island
- Gibbes Island
- Hilton Head Island
- Hunting Island
- Lady’s Island
- Morgan Island
- Parris Island
- Port Royal Island - Ab etwa 1600 bis zum Sezessionskrieg umfasste die Insel Port Royal die geographische Lage des Siedlungsgebietes St. Helens Parish und der Stadt Beaufort, das kulturelle Zentrum der wohlhabenden Plantagenbesitzer in der Region.
- Pritchards Island
- St. Helena Island
- St. Phillips Island

### Georgia
- Die Goldenen Inseln:

- Jekyll Island
- Little St. Simons Island
- St. Simons Island
- Sea Island

- Cumberland Island
- Ossabaw Island
- St. Catherines Island
- Sapelo Island
- Tybee Island
- Wassaw Island

### Florida
- Amelia Island